# Наступление ИГИЛ на севере Ирака (июнь 2014)
Наступление ИГИЛ на севере Ирака. После недельного наступления частей организации «Исламское государство Ирака и Леванта» (ИГИЛ) на второй по величине город Ирака, — Мосул ИГИЛ захватило большую часть города в ночь с 9 на 10 июня 2014 года. По некоторым оценкам, 1300 вооружённых боевиков захватили правительственные учреждения провинции Найнава, армейские объекты и международный аэропорт Мосул. Приблизительно 500 тысяч жителей Мосула бежали из города. Премьер-министр Ирака Нури аль-Малики призвал к введению на территории всей страны чрезвычайного положения. По состоянию на 10 июня Мосул полностью находился под властью боевиков. На следующий день город Тикрит был взят боевиками, которые сожгли правительственные здания и освободили сотни заключённых из местной тюрьмы. Боевики заявили о своем намерении захватить столицу Ирака — Багдад. По мнению наблюдателей, Ирак постепенно раскалывался на три сектора: суннитский, шиитский и курдский, что могло повлечь негативные последствия для Ирака.
В ходе наступления боевики ИГИЛ проводили массовые казни в отношении военнослужащих армии Ирака и шиитов на занятых территориях. Известно, как минимум, о нескольких сотнях казнённых.
Под контроль боевиков перешли города Мосул, Рамади, Фаллуджа, Сулейман-бек в мухафазах Найнава, Салах-эд-Дин, Анбар.

## Предпосылки
С декабря 2013 года столкновениях по всей западной части Ирака были задействованы племенные ополчения, иракские силы безопасности и боевики «Исламского государства Ирака и Леванта». В начале января 2014 года боевики ИГИЛ захватили Фаллуджу и Рамади, в результате чего большая часть мухафазы Анбар оказалась под их контролем. После этого иракская армия начала наступление на Анбар, оплот ИГИЛ, с целью приведения региона под контролем правительства. Самарра была вновь захвачена армией 5 июня 2014 года, в то время как тяжёлые обстрелы Фаллуджи ослабили силы ИГИЛ. Тем не менее, значительная часть боевиков укрылась в соседней Сирии, где они пополнили вооружение и существенно укрепили свои позиции.
В начале июня, после кампании иракской армии в регионе Анбар, повстанцы начали наступление в центральных и северных районах Ирака. В тот момент они всё ещё контролировали большую часть Фаллуджи и Аль-Кармаха, а также части городов Хадита, Джурф ас-Сахр, Ана, Эль-Каим, Абу-Грейб и несколько более мелких поселений мухафазы Анбар. 3 июня в ходе контртеррористической операции силы безопасности ликвидировали 78 боевиков: 18 — в ходе артударов в районе города Фаллуджа мухафазы Анбар, 60 — на окраинах города Эс-Саклавия. Ранее было убито более 90 боевиков в мухафазах Анбар и Найнава. В ночное время 4 и 5 июня не менее пяти нападений совершено боевиками в городе Байджи. В Самарре убиты 38 сотрудников полиции, около 50 человек были ранены. На фоне столкновений в этих городах, а также в Мосуле и Тикрите, был введён комендантский час. Позже силы безопасности восстановили контроль над рядом районов Тикрита, уничтожив 14 боевиков, а в Самарре, в результате авиаударов, было уничтожено 22 боевика. 6 июня в результате серии атак в мухафазе Найнава погибли 13 человек и 56 получили ранения. 7 июня боевики захватили часть зданий университета в Рамади, взяв в заложники десятки студентов и местных сотрудников. В тот же день, в результате нескольких терактов, в Багдаде погибло свыше 60 человек.

## События

### Нападение на Самарру
В ночь с 4 и 5 июня 2014 года боевики ИГИЛ захватили часть города Самарра. Боевики взорвали полицейский участок к югу от города, убив несколько полицейских, прежде чем войти в город на пикапах, расстреливая контрольно-пропускные пункты на своём пути. Они вошли в город с востока и запада и быстро захватили здание муниципалитета, университета и две крупнейшие мечети. Продвинувшись на два километра, они достигли мечети аль-Аскари, окружённой тремя вооружёнными кордонами. Боевики установили командные центры возле святыни. Вскоре правительственные подкрепления были направлены из Багдада, и военным удалось вернуть контроль над городом, выталкивая вооружённые группировки из Самарры. В ходе боевых действий были убиты 12 полицейских и несколько гражданских лиц, и, в свою очередь, в официальных армейских кругах заявили о 80 убитых боевиках.
11 июня бои на северо-западных окраинах Самарры возобновились. В плен к боевикам попали множество иракских военных, которые практически не оказывали сопротивления.

### Падение Мосула
6 июня боевики ИГИЛ напали на город Мосул с северо-запада и быстро вошли в его западную часть. В южной части Мосула пять террористов-смертников атаковали склад оружия, убив 11 солдат. Два террориста-смертника убили шесть человек в селе Муваффакья, недалеко от Мосула. Тяжёлые бои в городе продолжились на следующий день. За два дня были убиты 61 боевик, 41 военнослужащий вооружённых сил и 7 гражданских лиц.
Одновременно 8 июня прогремели два взрыва с участием террориста-смертника у штаб-квартиры Патриотического союза Курдистана в городе Джалавле, в результате которых погибли 18 человек, большинство из которых являлись членами курдских сил безопасности.
В ночь на 9 июня иракские военнослужащие вышли из города, в результате чего к полудню 10 июня боевики взяли под контроль большую часть Мосула. Боевики захватили разные объекты города, в том числе телестанцию, правительственные здания и международный аэропорт Мосул вместе с находившимися в нём самолётами, служивший в качестве базы для американских военных в регионе. Боевики также заявили, что выпустили по крайней мере 2400 заключённых, захватив полицейские участки и тюрьмы по всему городу. В ходе боёв была разрушена главная водопроводная станция, что привело к прекращению водоснабжения нескольких районов города. В руки боевиков едва не попал губернатор мухафазы Найнава, покинувший здание буквально за несколько минут до того, как его захватили бойцы ИГИЛ. В результате столкновений между силами пешмерги и боевиками в окрестностях Мосула погибли почти 60 человек. Одновременно из города в панике начали бежать тысячи шиитов, которые не надеются, что деморализованные отряды правительственных войск смогут их защитить. В том числе десятки тысяч беженцев направились в Курдистан, где местные власти развернули для них временные лагеря, параллельно обратившись к агентству ООН по делам беженцев с призывом о помощи. По некоторым данным, из Мосула в Эрбиль — столицу Иракского Курдистана, направились более 500 тысяч человек.
9 июня 28 водителей выехали караваном из порта Искендерун на автоцистернах с мазутом, чтобы доставить его на электростанцию в уезде Гейара. Во время подачи топлива на электростанцию в Мосуле они были захвачены боевиками вместе с грузовиками и электростанцией. Позже были похищены ещё 4 водителя, и, таким образом, число заложников достигло 32 человек.
10 июня спикер парламента Ирака Усама ан-Наджейфи сказал, что «Ирак стал объектом внешней агрессии со стороны боевиков группировки. И в настоящее время происходит вторжение экстремистов ИГИЛ по всей стране», добавив, что «вся мухафаза Найнава перешла в руки боевиков». В тот же день премьер-министр Ирака Нури аль-Малики сказал, что «правительство приняло решение объявить состояние повышенной боевой готовности по всему Ираку. Кроме того, мы просим парламент провести экстренное заседание с тем, чтобы ввести режим чрезвычайного положения. Необходимо объявить всеобщую мобилизацию, чтобы вернуть жизнь граждан в нормальное русло».
Аль-Малики заявил, что экстренные меры по противодействию терроризму должны включать и помощь международного сообщества (ООН, ЛАГ, ЕС) и соседних стран. Позже был создан кризисный штаб, который будет координировать набор добровольцев и их вооружение для противостояния боевикам.
Ранее, в тот же день, губернатор мухафазы Найнава Атиль аль-Нуджаифи сказал, что армейских командиров, отказавшихся давать бой боевикам и спасшихся бегством, нужно предать военному суду. Он также заявил, что ИГИЛ действовала в союзе с другими небольшими ополчениями, возложив ответственность за всё на премьер-министра:
Аль-Малики очень долго принимал решение о необходимости вмешательства в происходящее в Курдистане. Премьер предпочел поверить разведданным своих военачальников, которые были заведомо ложными, и не прислушался к нашим докладам. В результате из-за различных слухов и домыслов и рухнула вся система безопасности в Мосуле и Киркуке.
Позже аль-Нуджаифи сообщил, что боевики захватили активы ряда банков в Мосуле, в которых находились 500 миллиардов динаров (около 430 миллионов долларов) наличными и в золотых слитках.
12 июня в эфире телевидения глава совета директоров Международной ассоциации грузоперевозчиков Турции Фатих Шенер сказал, что боевики группировки «Исламское государство Ирака и Леванта» освободили 28 водителей, но позже они были задержаны уже другой экстремистской группировкой. По словам Шенера, представители компании-перевозчика уже начали переговоры о выкупе, который, составил около 5 миллионов долларов США. По некоторым данным для спасения заложников рассматривается и отправка в Ирак бойцов специального назначения, известных как «бордовые береты», которые были приведены в состояние полной боевой готовности.
11 июня вооружённые силы начали контрнаступление в сторону Мосула. Одновременно военно-воздушные силы Ирака стали наносить авиаудары по позициям боевиков в самом городе и в его окрестностях. В результате армия вернула под свой контроль два квартала города Мосула, в двух районах мухафазы Анбар боевики несут потери, в городе Фаллуджа силы безопасности уничтожили четыре штаба боевиков и ликвидировали несколько десятков террористов. Представитель вооружённых сил Ирака Хани аль-Муин заявил, что «операция по освобождению административного центра мухафазы Найнава продолжается». С четырёх направлений начато наступление на аэропорт Мосула, боевики отступают из города. В Эль-Карама, к западу от Рамади мухафазы Анбар, наступление боевиков остановлено. От городов Самарра, Тикрит и Баакуба боевики были отброшены.
12 июня на иракско-сирийской границе близ города Эль-Каим боевики убили 4 иракских солдата, и более 20 ранили. 14 июня в Сирии на границе с Ираком в результате взрыва на рынке нелегальной торговли оружием, погибло 30 человек. На рынке в городе Майадин в Сирии у границы с Ираком в результате взрыва бомбы погибли 8 человек. Полевой командир повстанцев в провинции Дейр-эз-Зор заявил, что к этому причастны боевики ИГИЛ, ведущие бои и в Сирии, и в Ираке.

#### Захват турецких заложников в Мосуле
11 июня боевики ИГИЛ захватили турецкое консульство в Мосуле и похитили 49 турецких дипломатов, включая генерального консула Озтюрка Йылмаза, трёх детей и несколько членов сил специального назначения Турции. По сообщениям, похищенные не пострадали и были доставлены в близлежащую базу боевиков. Неназванный турецкий чиновник подтвердил, что правительство ведёт переговоры с повстанцами, в то время как премьер-министр Турции Реджеп Тайип Эрдоган провёл экстренное совещание с членами Национального разведывательного управления и вице-премьером Беширом Аталаем для обсуждения ситуации. Министр иностранных дел Турции Ахмет Давутоглу сообщил, что в момент захвата в генеральном консульстве в Мосуле работали 49 сотрудников, и сказал, что:
Турция не в первый раз сталкивается с таким кризисом. Пусть ни у кого не будет сомнений в том, что мы делаем все необходимое. Также пусть никто не пытается проверить смелость нашей страны. Если нашим гражданам будет нанесён вред, мы не оставим это без ответа и отреагируем самым жёстким образом. Ответственность за безопасность нашего дипломатического персонала в Ираке лежит, в первую очередь, на иракских властях. Между тем, два дня назад мы направили в консульство распоряжение об эвакуации, если ситуация в Мосуле будет усугубляться. Но окончательное решение об эвакуации мы оставили за сотрудниками консульства. Относительно состояния здоровья заложников сейчас никаких отрицательных данных нет. В данный момент они находятся в более безопасном месте.
 В сентябре турецкие заложники благополучно вернулись в Турцию.

### Курдское продвижение на Киркук
8 июня части суннитских группировок продвинулись к востоку от Мосула, захватив области Хавиджа, Заб, Эр-Рияд и Аббаси, к западу от города Киркук, и к югу — Рашад и Янкаджа, после отступления вооружённых сил. На следующий день боевики захватили 15 членов сил безопасности.
12 июня, в восточной части мухафазы, части Пешмерга — силы безопасности иракского Курдистана, продвинулись и взяли город Киркук, расширяя зону своего контроля в Северном Ираке, после того как вооружённые силы оставили город без защиты перед угрозой вторжения в него боевиков. В окружении сил говорят, что ожидают дальнейших распоряжений, пока не двигаясь в направлении райнов, занятых ИГИЛ. Представитель курдов Джаббар Явар сказал, что «Весь Киркук перешёл под власть формирований „пешмерга“. Сейчас в Киркуке не осталось ни одного военнослужащего иракской армии». В результате бегства иракских военнослужащих на юг, курдские силы заполнили это вакуум, занятые ими области к ранее существовавшему вопросу о спорных территориях Северного Ирака. В частности, курдский депутат Шореш Хаджи заявил, что «я надеюсь, что курдское руководство не пропустит эту прекрасную возможность, чтобы привести курдские земли и спорные территории обратно под курдский контроль». В таком контексте курдская мобилизация может рассматриваться как очередной признак растущей анархии в Ираке.
12 июня в Киркуке на пути следования кортежа правительства Иракского Курдистана был совершен теракт, целью которого был министр по безопасности, курирующий пешмергу, но в момент атаки его в кортеже не было. Погиб один человек.
25 июня в результате самоподрыва террориста-смертника, когда его остановил сотрудник полиции у входа на рыночную площадь Киркука, погибли 4 человека, из которых 2 члена пешмерги, а 16 человек получили ранения.
26 июня президент Иракского Курдистана Масуд Барзани во время посещения Киркука и инспектирования пешмерги заявил о намерении сохранить контроль над городом, так как вопрос спора о Киркуке с центральным правительством теперь решен.

### Бои в провинции Салах-эд-Дин
Вечером 10 июня боевики захватили часть мухафазы Салах-эд-Дин, а именно города Туз-Хурмату и Сулейман-Бек, а позже городок Эль-Хувейджа в 50 км юго-западнее Киркука, отбитый через некоторое время армией.
11 июня боевики продвинулись к городу Байджи, сожгли комплекс зданий МВД, захватили главное здание суда, оружейные склады и тюрьму, освободив всех заключённых, а позже окружив местный нефтеперерабатывающий завод и электростанцию. Боевики ИГИЛ направили группу местных племенных шейхов к 250 вооружённым охранникам нефтяного завода, чтобы уговорить их сложить оружие при условии, что им будет разрешено беспрепятственно уехать из города, одновременно об этом предупреждены солдаты и полицейские. Позже в тот же день, боевики отступили из города Байджи, из-за убеждений местных племенных вождей , или в результате прибытия подкрепления в виде 4-й бронетанковой дивизии иракской армии.

### Наступление на Багдад
12 июня суннитские боевики начали наступление в сторону Багдада, столицы Ирака, взяв под контроль часть маленького городка Удхаим в 90 километрах к северу от Багдада, после того как большинство армейских подразделений оставили свои позиции и отошли в сторону соседнего города Эль-Халис. Представитель ИГИЛ Абу Мухаммад аль-Аднани в аудиопослании, размещённом в Twitter, сказал, что у нас в столице Ирака «есть свои счеты» и «битва ещё не бушует, но будет бушевать в Багдаде и Кербеле».
12 июня из-за отсутствия кворума парламент Ирака не смог проголосовать по вопросу о введении чрезвычайного положения, что свидетельствует о расколе политической элиты. Говоря о похищенных дипломатах, он отметил, что «их освобождение и возвращение домой является первоочередной задачей для властей Ирака. Для меня, правительства и руководства Иракского Курдистана это является приоритетным направлением работы. Мы знаем, что дипломаты находятся в безопасности и не пострадали». По некоторым данным, в ходе боёв был убит один из лидеров боевиков Мухаммед аль-Анбари, ответственный за планирование операций по захвату Мосула и Тикрита.
Между тем, боевики начали заявлять об окружении города Самарра, являющегося родиной главы ИГИЛ Абу Бакра аль-Багдади. В первые часы 13 июня, ими также был осуществлён захват двух городов в мухафазе Дияла, а именно Саадия и Джалавла, после отступления оттуда сил безопасности. Однако, командующий оперативным штабом «Диджля» генерал-лейтенант Абдель Амир аз-Заиди сообщил, что его части смогли отразить три атаки экстремистов в Джалауле, Эль-Азыме и Эль-Микдадии, вследствие чего были «ликвидированы 18 боевиков, в том числе их главари, уничтожены пять машин с оружием и боеприпасами. Информация о захвате этих населённых пунктов является не более, чем слухами». Части ИГИЛ пытаются подойти к региональному центру Баакубе, находящимся на расстоянии в 50 км от Багдада, отрезать иракскую армию от курдских частей, занимающих район Киркука и блокировать Багдад с северо-востока, к штурму которого они уже приступили. Одновременно, передовые силы ИГИЛ находящиеся в 120 км к северу от Багдада ведут перегруппировку, чтобы облегчить наступление на столицу.
Во время пятничной молитвы в Кербеле Абдель Махди аль-Кербелаи, официальный представитель аятоллы Али аль-Систани, обратился с призывом к шиитам, отметив, что «противостояние терроризму — долг каждого, независимо от конфессиональной принадлежности». В то же время, правительство закрыло доступ к Facebook, Twitter и YouTube, из-за опасений в том, что экстремисты могут использовать социальные сети для привлечения в свои ряды новых боевиков.
15 июня в усыпальнице шейха Абдель Кадер аль-Гилани в центре Багдада террорист-смертник осуществил взрыв, в результате которого погибли 12 человек, 23 получили ранения.
16 июня боевики ИГИЛ задержали судью Рауфа Абдулрахмана, возглавлявшего Высший уголовный суд Ирака и приговорившего бывшего президента Ирака Саддама Хусейна к смерти в 2006 году. 18 июня состоялась казнь Рахмана. По данным члена парламента Иордании Халиал Аттеха, Рашид пытался скрыться из Багдада, переодевшись в женскую одежду, а «иракские революционеры арестовали его и приговорили к смерти. Эту кару он понёс за приговор, вынесенный шахиду Саддаму Хусейну». Захват судьи подтвердил и бывший вице-президент Ирака Ибрагим Иззат аль-Дури. Правительство никак не прокомментировало эту информацию.

### Продолжение борьбы и попытки контрнаступления правительства
13 июня Вооружённые силы Ирака при поддержке «Кудс» выдвинулись к Самарре и восстановили контроль над частью мухафазы Салах-эд-Дин, а именно город Дхалайя. Повторные авиаудары в Мосуле и Тикрите заставили боевиков отойти от позиций в городах, в которых по некоторым данным, важную роль в патрулировании и администрации играют члены Накшбандийского ордена и других антиправительственных групп во главе с бывшими офицерами «Баас», в частности бывшие генералы Азхар аль-Обейди и Ахмед Абдул Рашид были назначены губернаторами Мосула и Тикрита. У суннитских боевиков остались под контролем военная авиабаза «Спайкер» и аэродром в Тикрите, вокруг которого они разместили артиллерию, чтобы противостоять ожидаемой осаде.
14 июня силы безопасности в результате боёв у города Баакуба сорвали наступление боевиков ИГИЛ в мухафазе Дияла. К захваченному террористами городу Сулейман-бек в мухафазе Салах-эд-Дин стягиваются подкрепления правительственных сил. Также, боевики контролируют город Фаллуджа и военную базу Аль-Мазраа в мухафазе Анбар. Бои армии с боевиками продолжаются и в городе Самарра мухафазы Салах-эд-Дин. Боевики ИГИЛ расстреляли перед городской мечетью Аль-Исра в Мосуле 12 шейхов-богословов, которые отказались принести им присягу. Боевики попытались вывести из строя нефтепровод у города Байджи, но атаку удалось отбить вооружённым силам, освободив город Эль-Муатасем на шоссе, связывающем Багдад с провинцией Салах ад-Дин, и уничтожив авиаударами более 200 террористов. Всего в мухафазах Салах-эд-Дин, Анбар и Дияла было убито около 300 боевиков. Части ИГИЛ перерезали дорогу между Киркуком и Багдадом. На город Сулейман-Бек, где находится крупная база боевиков, с трёх направлений начато наступление вооружённых сил. В результате воздушного рейда к западу от Эль-Хиллы уничтожено 33 боевика, при зачистке района Эль-Исхаки к югу от Самарры убиты десятки боевиков. Тем временем, «Пешмерга» под предлогом защиты мирных жителей от террористической угрозы заняли все спорные территории в мухафазах Салах-эд-Дин, Ханакин и Дияла, примыкающие к их автономному району. У города Эль-Микдадия произошёл ряд серьёзных столкновений. В Самарру прибыло подкрепление иракской армии и отряды ополченцев-шиитов для противодействия проникновению боевиков ИГИЛ в город с севера. Но сотрудники службы безопасности говорили, что Самарра ещё находится под контролем ИГИЛ.
15 июня войска с применением вертолётов атаковали позиции боевиков к западу от Мосула. Одновременно «Пешмерга» перерезали линии снабжения ИГИЛ, идущие к Мосулу из Сирии, заняв КПП Рубейя на сирийско-иракской границе. Ранее, в результате авиаудара иракских ВВС вблизи города Ханакин в мухафазе Дияла были убиты шесть курдских военнослужащих, порядка 20-ти получили ранения. В руководстве Ирака сообщили, что их гибель стала результатом ошибки.
На территории Сирии в Йарубии КПП контролируют боевики. В 240-ка км от Багдада в Хадите народные дружины и полицейские не позволили устроить диверсию на местной ТЭЦ. Вооружённым силам при поддержке отрядов шиитских добровольцев удалось остановить наступление боевиков и вернуть под свой контроль Самарру. Багдад полностью блокирован со всех сторон армией. В занятом войсками городе Ишаки были обнаружены сожжённые тела 12-ти полицейских.
В Баакубе в результате миномётного обстрела погибли трое иракских солдат и трое добровольцев-шиитов. Одновременно, САВВС нанесли авиаудары по базам ИГИЛ в Ракка и Хасакехе и штаб-квартире в городе Шаддади, недалеко от границы с Ираком.
В течение дня боевики заявляли о захвате в плен 1000—1700 солдат, в то время как за день до этого ВВС Ирака убили 279 боевиков.
В интернете боевиками ИГИЛ были опубликованы фотографии, на которых солдат уводят и укладывают во рвы перед расстрелом, а затем они лежат на земле с огнестрельными ранениями в голову с пояснением, что это капитулировавший гарнизон Тикрита. Представитель армии генерал-лейтенант Кассим Муссави заявил, что фотографии достоверны и на них изображены события, имевшие место в мухафазе Салах-эд-Дин. Обнародованы видео сотен мужчин, которых куда-то уводят недалеко от военной авиабазы «Спайкер», а также фотографии грузовиков, увозящих большое число молодых мужчин, в подписях к которым говорится, что их везут на смерть. Губернатор провинции Салах-эд-Дин Ахмед Абдулла аль-Джибури сообщил, что боевики захватили сотни солдат и курсантов академии ВВС и, скорее всего, расправились с ними. Военным экспертам по видео удалось подтвердить убийство по меньшей мере 170-ти солдат. Части ИГИЛ продвинулись к мухафазе Дияла, захватив две деревни в Адхаиме, к северо-востоку от Багдада.
ВВС нанесли серию ударов по оплотам боевиков в Мосуле и его окрестностях, после чего официальный представитель министерства обороны Ирака Мухаммед аль-Аскари сказал, что «уничтожены все наземные цели на правом берегу Тигра. Под Киркуком (250 км от Багдада) вооружённые ополченцы местных племён отразили попытку боевиков прорваться к городу». Губернатор провинции Анбар сказал о передислокации двух полков в Найнаву и Салах-эд-Дин.
17 июня командующий операциями в мухафазе Анбар корпусный генерал Рашид Флейх сообщил, что ВВС уничтожили свыше 200 боевиков к северу от Фаллуджи в районе Эс-Саклявия. Силы безопасности при поддержке ополчения из местных племён освободили большую часть секторов Эль-Карабля и Руммана у пограничного с Сирией города Эль-Каим, контролируемого властями. В ходе операции убито семь боевиков и 17 ранены. Силовики потеряли четырёх бойцов, 13 ранены. При поддержке племён бойцы элитных подразделений проводили зачистку города Рава и его окрестностей, где находится лагерь ИГИЛ, на левом берегу Евфрата в 170 км к северо-западу от Эр-Рамади. Власти настаивали на том, что значительная часть Талль-Афара находится под их контролем.
Части ИГИЛ вошли в город Баакуба, расположенный в 60 км к северу от Багдада. К востоку на 50 км от Багдада — в окрестностях Фалуджи — исламисты заявили об уничтожении нескольких танков и также они сбили военный вертолёт. Оба находившихся на его борту пилота погибли. В результате вооружённых столкновений с силовиками к северу от Багдада были убиты 25 боевиков: 12 убиты в результате ночных рейдов подразделений оперативного штаба «Диджля» в Эль-Азыме, расположенном в 60 км севернее Баакубы; семь, в том числе 2 иностранных добровольца — в окрестностях Эль-Микдадии (в 35 км северо-восточнее Баакубы); 9 террористов были убиты при попытке нападения на полицейский участок у Баакубы. Местные силовики тогда утверждали, что ситуация в городе находится под их полным контролем. Всего с 16 июня, по данным армейского командования, ликвидированы свыше 500 боевиков ИГИЛ: 200 убиты в результате авиаударов под Фаллуджей, более 300 — в боях за Талль-Афар в 50 км к северо-западу от Мосула мухафазы Найнава.
Ночь 17 июня: боевики предприняли попытку освободить заключённых следственного изолятора при полицейском участке, расположенного в местечке Эль-Мафрак в 6 км западнее Баакубы в 60 км к северу от Багдада. При штурме были использованы гранатомёты, миномёты и лёгкое стрелковое оружие, в результате чего комплексу МВД был причинён серьёзный ущерб, атака привела к гибели 44 заключённых, в том числе и лидеров ИГИЛ. По информации ряда источников в силовых структурах, число погибших превышает 50 человек, и они были расстреляны бойцами шиитских милиций при попытке к бегству. Сами боевики утверждали, что их сторонников застрелили сотрудники правоохранительных органов, когда те попытались сбежать.
17 июня боевикам-союзникам мятежников Свободной армии Сирии и террористов «Джебхат-ан-Нусра» удалось взять под контроль КПП «Эль-Каим» на территории Ирака, после того, как его покинули подразделения иракских силовиков.
18 июня в результате взрыва в шиитском районе Багдада Мадинат-эс-Садр погибли 7 человек, более 10 человек получили ранения. Боевики похитили 60 рабочих, занятых на строительстве больницы в уезде Дор мухафазы Салах-эд-Дин, среди которых 15 граждан Турции, а также Пакистана, Непала, Бангладеш и Туркменистана. Позже, в пригороде Мосула были похищены около 40 индийских рабочих, после чего премьер-министр Индии Нарендра Моди потребовал принять все возможные меры для их освобождения, однако, пока установить их точное местонахождение и наладить с ними связь не удалось. В Ирак был направлен бывший посол Индии в республике Суреш Редди, который будет координировать спасательную операцию, одновременно была запланирована эвакуация 14 из 46 индийцев, работающих в госпитале Тикрита, в то время как остальные заявили, что будут и дальше оказывать помощь раненым.
В Рамади прошли бои с использованием авиации.
Боевики взяли под контроль три небольших населённых пункта в мухафазе Салах-эд-Дин. Погибли 20 местных жителей, попытавшихся дать отпор боевикам без помощи войск.
Боевики захватили завод «Аль-Мутанна» в 70 км к северо-западу от Багдада, на котором хранится партия устаревшего химоружия. По этому вопросу представитель госдепартамента США Джен Псак дала следующий комментарий:
У нас вызывает обеспокоенность захват ИГИЛ любого военного объекта. По нашим данным, в этом комплексе нет материалов, которые могут быть использованы для создания химоружия. Кроме того, транспортировать эти материалы очень сложно или даже невозможно.
Во время столкновений с боевиками в районе города Эль-Каим в мухафазе Анбар на границе с Сирией погибли 34 иракских военнослужащих. Одновременно боевые вертолёты подвергают позиции террористов интенсивным ударам с воздуха. Ожесточённые столкновения снова начались возле нефтеперерабатывающего завода в Байджи и в районе аэропорта города Таль-Афар на севере Ирака, в ходе которых суннитские боевики утверждают, что завод окружён и что они контролируют большую часть аэропорта. По сообщению министерства обороны Ирака 70 боевиков было убито ударами с воздуха в Багдаде и мухафазе Салах-эд-Дин на севере, в двух деревнях были убиты 55 террористов, 15 — в районе Эль-Латифия южнее Багдада, в Салах-эд-Дине были проведены массированные рейды, в ходе которых было «захвачено значительное количество оружия и автомобилей» противника, в Талль-Афаре были убиты 15 боевиков. Одновременно командование армии утвердило план освобождения Мосула, вследствие чего председатель комитета парламента по вопросам безопасности и обороны Хасан Синид сообщил, что войскам отдан приказ выдвинуться и занять позиции с задачей «сокрушить тех, кто покусился на святость Мосула», а «позиция духовных властей в Ираке расстроила расчёты противника и сорвала его планы».
21 июня боевики захватили КПП у города Эль-Каим на границе с Сирией, в результате чего погибли 30 иракских военнослужащих. Боевики захватили город Эль-Каим в мухафазе Анбар на границе с Сирией, где количество погибших военнослужащих составило 34 человека. Также был захвачены города Рава и Ана в провинции Анбар. Однако, генерал-лейтенант Кассем Атта назвал это «тактическим» шагом, сообщив, что «отвод военных частей имел целью передислокацию». Позже боевиками был захвачен город Эр-Рутба в 80 км к востоку от границы с Иорданией. Другие города, Рава и Ана, расположены недалеко от плотины на реке Евфрат, которую охраняют около 2-х тысяч солдат. По некоторым данным, члены ИГИЛ ведут переговоры с представителями местных племён, чтобы без боя захватить плотину.
22 июня во время боёв с военными в Тикрите был захвачен один из полевых командиров ИГИЛ Абу Абдель Рахман ан-Насери, некогда входивший в число приближённых Саддама Хусейна. Кроме того, 30 боевиков были убиты в боях за Талль-Афар в мухафазе Найнава, а в армейском командовании сообщили о контроле завода в Байджи 300 военнослужащими частей специального назначения. Военные на условиях анонимности заявили, что боевики захватили два пограничных поста: Требил на границе с Иорданией, аль-Валид — с Сирией, после отступления правительственных войск.
23 июня в результате нападения на конвой с заключёнными на южной окраине Багдада погибли 69 человек.
24 июня государственный телеканал «Аль-Иракия» сообщил, что беспилотники ВВС США нанесли удары по позициям боевиков в городе Эль-Каим. В свою очередь, спутниковый телеканал «Аль-Арабия», ссылаясь на местные племена, передал, что никаких ударов не было, а Белый дом отрицает факт бомбардировки.
В результате авиаудара, нанесённого истребителем САВВС по городу Эль-Каим, погибли 20 человек, а 93 получили ранения. Позже, количество погибших увеличилось до 57 человек, а раненых до 120. Губернатор мухафазы Анбар Сабах Кархут заявил, что на атакующих самолётах был нанесён именно флаг Сирии. После этого, премьер-министр Ирака Нури аль-Малики подтвердил факт нанесения ударов ВВС Сирии, сказав, что «это необходимые и верные действия». Однако, позже было выяснено, что вопреки первому переводу высказывания аль-Малики с арабского языка на английский, распространённому «BBC», он говорил об операциях авиации на территории Сирии, а не Ирака, заявив, что «сирийские самолёты ударили в районе Эль-Каим на сирийской стороне границы. Координации не было», подчеркнув при этом, что «это необходимые и верные действия».
В тот же день, представитель верховного командования вооружёнными силами Ирака генерал-лейтенант Касем Ата сообщил, что «силам безопасности удалось вернуть под свой полный контроль погранпункты Эль-Валид и Турейбиль; оба КПП были укреплены достаточным числом личного состава», отметив, что племена мухафазы Анбар оказывают весомую поддержку войскам.
25 июня было осуществлено несколько авиаударов по позициям боевиков на севере и западе Ирака, по результатам которых были убиты не менее 40 экстремистов. Силам безопасности удалось дать отпор боевикам, вновь предпринявшим штурм нефтеперерабатывающего завода в Байджи. По заявлению министерства внутренних дел Ирака, армия совместно с добровольцами из местных племён освободила от боевиков район на северо-западе города Эль-Хилла в 100 км к югу от Багдада, в результате чего 36 террористов убиты, 8 пленных мирных жителей освобождены и были обнаружены четыре подпольных фабрики по изготовлению взрывчатых веществ.
26 июня в городе Эль-Махмудия в 30 км к юго-западу от Багдада сработало взрывное устройство, заложенное на обочине дороги. После того, как место инцидента окружили люди, террорист, находившийся среди них, привёл в действие «пояс смертника». Через некоторое время там же разорвался миномётный снаряд. В результате этой серии взрывов погибли 15 человек, а 70 пострадали.
Боевики захватили район Аджиль в 30 км к востоку от Тикрита, где расположены три небольших нефтяных месторождения. В то же время, по некоторым данным, нефтяной завод в Байджи и сам город каждый день переходят то к властям, то к боевикам ИГИЛ, то к местным племенам. В ходе боёв у города Ясриб в 90 км к северу от Багдада, были уничтожены 4 боевика, но им удалось окружить крупную авиабазу, которая во времена вторжения войск коалиции называлась «Кэмп Анаконда». В свою очередь, военные начали активную подготовку к обороне города Хадита в 240 км к западу от Багдада, где находится крупная гидроэлектростанция на реке Ефрат.
Боевики захватили храмовый комплекс древнего города Эль-Хадр, внесённый в список Всемирного наследия ЮНЕСКО, после того как охранявшие их полицейские разбежались.
Наступательная операция началась в Тикрите на территории местного университета. В боях участвовали порядка 50 бойцов иракского спецназа, высадившихся с вертолётов и приземлившихся на площади университетского стадиона. Представитель командования вооружённых сил генерал-лейтенант Касем Ата объявил о нескольких десятках уничтоженных боевиков в провинциях Ирака. Был убит один из полевых командиров ИГИЛ и девять сопровождавших его боевиков. Ещё 15 боевиков были убиты в районе Дели-Аббас мухафазы Дияла. В мухафазе Салах-эд-Дин в результате авиаудара были уничтожены 150 транспортных средств, принадлежавших боевикам, пять тяжёлых орудий и склад с десятью тоннами взрывчатых веществ.

### Битва за Талль-Афар
Утром 16 июня боевики ИГИЛ атаковали город Талль-Афар (в 50 км. к северо-западу от Мосула), но вскоре были вынуждены отступить, потеряв 18 человек. Погибло девять гражданских лиц. Позже атака возобновилась, город подвергся миномётному обстрелу, и после боёв с силами безопасности боевикам удалось захватить Талль-Афар. Местный гарнизон сил безопасности понёс тяжёлые потери. Защитники города бежали на контролируемую курдами территорию. Боевикам численностью около 500—700 человек удалось полностью захватить город Талль-Афар на севере страны. Один из руководителей этого шиитского анклава в преимущественно суннитской мухафазе Найнава Нуреддин Кабалан подтвердил, что боевики контролируют большую часть города, но несколько кварталов находятся под контролем вооружённых сил, указав на значительное число погибших со стороны как исламистов, так и правительственных войск.
18 июня Военным удалось взять под контроль укрепления в Талль-Афаре. 21 июня продолжились бои у города Талль-Афар. 23 июня Командование иракской армии подтвердило, что боевики захватили военный аэродром в городе Талль-Афар в 60 км от сирийской границы.
23 июня боевики захватили город Талль-Афар.

### Битва за Байджи
17 июня боевики захватили крупнейший нефтеперерабатывающий завод, расположенный в городе Байджи. До этого завод приостановил свою деятельность, технический персонал остался на предприятии, но иностранцы срочно покинули объект. Завод является одним из трёх ведущих в стране, наряду с двумя в Багдаде, и единственный на севере.
18 июня боевики из миномётов и пулемётов обстреляли нефтеперерабатывающий завод в Байджи. По некоторым данным, они убили охрану и захватили большую часть предприятия, однако, согласно сведениям источника в правительстве, завод находится под контролем войск. В ходе боя армия направила против боевиков боевой вертолёт, который выпустил ракету, попавшую в нефтяной резервуар и тот загорелся. Позже представитель властей сообщил, что боевики контролируют 75 % территории завода после обстрела двух из трёх входов на его территорию и уничтожения нескольких нефтехранилищ. По некоторым данным, военные убили 40 боевиков.
19 июня на территории нефтеперерабатывающего завода в городе Байджи продолжились столкновения между военными и боевиками, в ходе которых над одним из зданий был вывешен чёрный флаг ИГИЛ. 20 июня военные отбили завод у террористов, после того как из подвала удалось эвакуировать 300 гражданских сотрудников.
В результате ударов, нанесённых армейской авиацией Ирака близ Байджи, погибли 19 человек, а 17 пострадали.
В то же время, боевики заявили о захвате нефтеперерабатывающего завода в Байджи, после того как подразделения правительственных войск сложили оружие и покинули его без боя после переговоров командования с шейхами племен. Представитель повстанцев заявил, что управление захваченным заводом будет передано местным жителям. По сообщениям ближневосточных СМИ, на улицах города начались народные гуляния по случаю «освобождения» населённого пункта.
Боевики несколько раз безуспешно пытались захватить нефтеперегонный завод в Байджи, успешно охраняемый антитеррористическими армейскими подразделениями и добровольцами.

### Битва за Тикрит
Продолжая наступление, вечером 11 июня боевики с четырёх направлений взяли под полный контроль город Тикрит в 160 километрах от Багдада, родным городом бывшего президента Саддама Хусейна и второго крупного города мухафазы, павшего в течение двух дней. Местные чиновники сообщили, что контрольно-пропускные пункты были захвачены по всему городу, в то время как по меньшей мере 300 заключённых были освобождены из тюрем, многие из которых отбывали наказание по обвинению в терроризме.
Корпусный генерал Али аль-Фрейджи, командующий операцией в мухафазе Салах-эд-Дин, сообщил, что элитные части армии полностью взяли под контроль Тикрит на реке Тигр и преследуют боевиков в других районах, в частности, в Байджи. Одновременно, армейские части перебрасываются из мухафазы Анбар, граничащей с Сирией, в мухафазу Найнава, на северо-западе Ирака.
12 июня вечером удалось освободить примерно 85 % Тикрита силами батальона, прибывшего из Ирана. В ходе наступления, вертолёты вооружённых сил Ирака нанесли ракетные удары по одной из крупнейших мечетей Тикрита. В результате осады военного лагеря «Спайкер» у Тикрита в плен к боевикам попали около сотни военнослужащих.
22 июня в результате авианалётов ВВС Ирака в Тикрите были убиты 40 боевиков и 7 мирных жителей.
27 июня в правозащитной организации «Human Rights Watch», опираясь на анализ спутниковых снимков и фотографий двух траншей, заполненных телами, сообщили, что боевики ИГИЛ в период с 11 по 14 июня предположительно, казнили от 160 до 190 иракских солдат, похищенных в Тикрите.
28 июня военные объявили о начале масштабного наступления с целью освободить от боевиков Тикрит. Представитель командования вооружённых сил Ирака генерал-лейтенант Касим Муссави сообщил, что боевые вертолёты нанесли удары по частям боевиков, базирующихся в университетском кампусе на севере Тикрита. В то же время, по неподтверждённым сообщениям, тысячи военнослужащих наступают на город из близлежащей Самарры, используя авиацию и танки. В тот же день, боевики напали над два больших христианских поселения Каракош и Карамлаиш на севере Ирака, после чего из них в Иракский Курдистан были вынуждены бежать тысячи христиан.
В правительстве Ирака сообщили, что вооружённые силы вернули под свой контроль город Тикрит, а более 60 боевиков были убиты. В свою очередь, повстанцы сообщили, что наступление закончилось неудачей. Позже, войска отступили из Тикрита к городу Дижла, находящемуся в 25 км к югу. Согласно заявлению армейского командования, после двух дней боёв был захвачен университетский район к северу от центра города и убиты десятки боевиков. Генерал-лейтенант Кассым Атта сообщил, что «силы безопасности наступают на город с разных направлений» с использованием авиации. По некоторым данным, боевики сбили военный вертолёт и захватили в плен пилота.

### Провозглашение Халифата
29 июня официальный представитель группировки ИГИЛ Абу Мухаммад аль-Аднани в размещённом на «YouTube» обращении, говоря о текущей ситуации, заявил, что «Совет шуры Исламского государства, обсудив данный вопрос, принял решение о создании Исламского халифата. Халифом назначен Абу Бакр аль-Багдади. Он будет имамом и халифом мусульман по всему миру». В обращении было раскрыто настоящее имя аль-Багдади — Ибрагим Авад Ибрагим аль-Бадри аль-Хусейни (или по некоторым данным — Абдаллах Ибрагим Авад ас-Самарраи). Кроме того, с момента обнародования заявления название группировки «Исламское государство Ирака и Леванта» сокращается до «Исламское государство». Официальный представитель ИГИЛ, призвав мусульман во всём мире «присягнуть на верность» халифату и «отвергнуть демократию и другие отбросы с Запада», потребовал от своих сторонников «пронизывать пулями» головы тех, кто посмеет расколоть его.
ИГИЛ заявило об условиях на которых христиане могут оставаться на подконтрольным им территориям — переход в ислам или ежемесячный налог. На то, чтобы покинуть территорию отвели 2 дня.